# Forjas de Engelsberga
As Forjas de Engelsberg (em sueco: Engelsbergs bruk;  PRONÚNCIA) são uma antiga fundição de ferro - dispondo de forjas ainda funcionais nos nossos dias. 
As suas instalações estão situadas na pequena localidade de Ängelsberg, localizada nas margens do lago Åmänningen, a 12 km a leste da cidade de Fagersta, na província sueca da Västmanland. 
A fundição inicial foi construída no século XIV pelo mineiro alemão Englika, e ampliada e transformada na fábrica atual em 1681 por Per Larsson Höök. Foi uma das mais modernas forjas do mundo no período 1700-1800, tendo estado em atividade até 1919, ano em em foi finalmente encerrada.  

A fundição de Engelsberga (Engelsbergs bruk) está tão bem conservada, que grande parte da fábrica poderia entrar em atividade em qualquer momento. Para além do seu alto-forno, existem ainda os edifícios da administração, a casa senhorial dos proprietários e as habitações dos trabalhadores da época.

## UNESCO
Foi classificada em 1993 como Património Mundial por ser "o mais completo e melhor preservado exemplo de forja na Suécia" e "um exemplo notável de complexo industrial... com vestígios tecnológicos, administrativos e residenciais muito bem conservados". 